# Stenolophus insularis
Stenolophus insularis är en skalbaggsart som beskrevs av Horn. Stenolophus insularis ingår i släktet Stenolophus och familjen jordlöpare. Inga underarter finns listade i Catalogue of Life.